# Liste des toponymes d'origine française aux États-Unis
La liste des noms de lieux d'origine française aux États-Unis énumère, d'une façon non exhaustive, un ensemble de toponymes à consonance française.
De nombreux lieux géographiques des États-Unis (villes, cours d'eau, montagnes, vallées, parcs nationaux, etc.) portent un nom d'origine française que lui ont donné des pionniers français, québécois ou acadien. Cette toponymie française rappelle que du XVIe siècle au XIXe siècle, la France posséda de vastes territoires en Amérique du Nord. Plus précisément, le territoire des États-Unis comprend des parties importantes des régions de la Nouvelle-France qu'étaient l'Acadie, le Canada et la Louisiane.
De nombreux noms de lieux d'origine française, voire des centaines, dans la région du Midwest ont été remplacés par des noms anglais directement traduits quand les colons américains sont devenus majoritaires au niveau local (par exemple, « La Petite Roche » est devenu Little Rock, « Baie verte » est devenu Green Bay, « Grandes Fourches » est devenu Grand Forks. En revanche, les noms des lieux d'espagnols dans le Sud-Ouest ne sont généralement pas remplacés par des noms anglais.

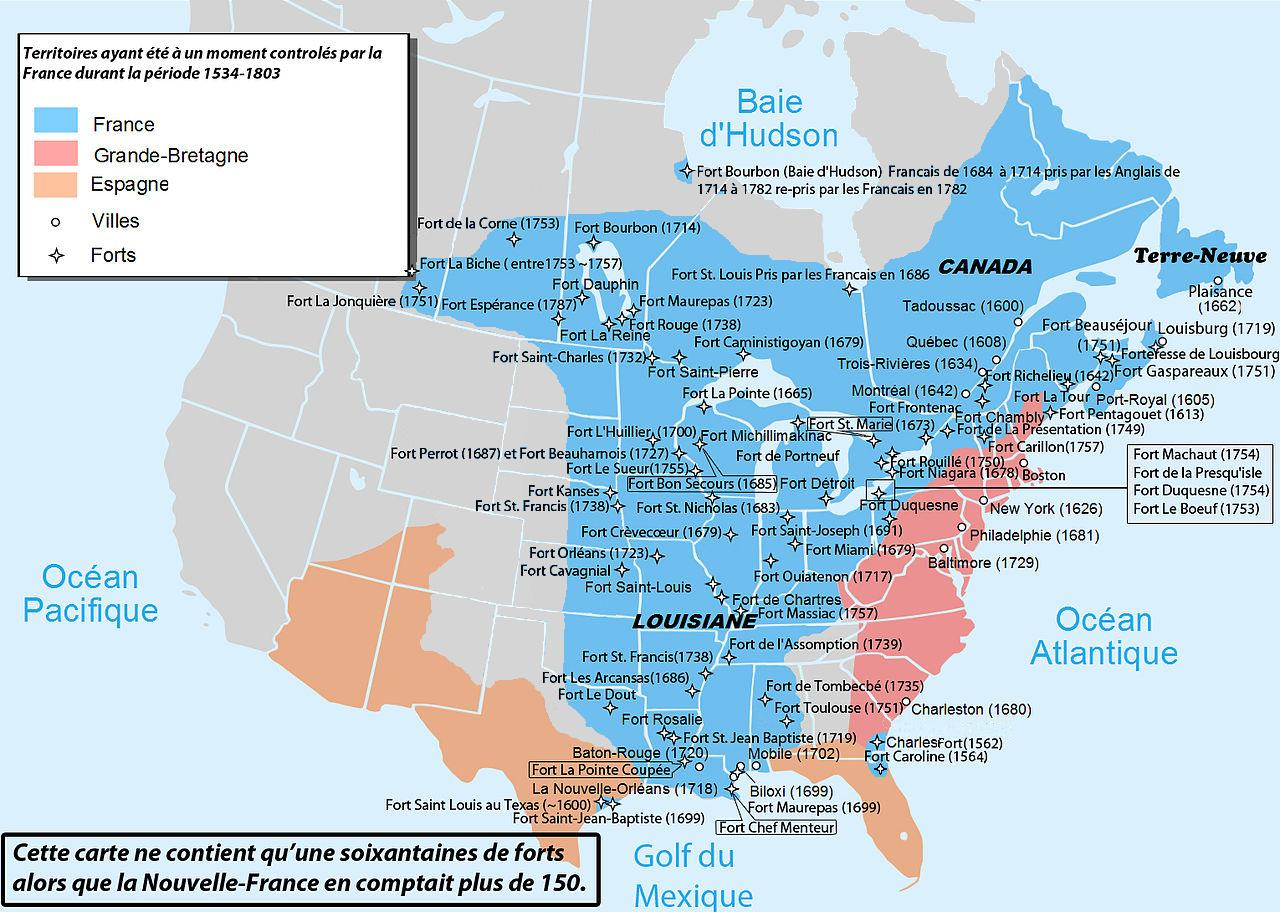
Territoires contrôlés par la France en Amérique du Nord entre 1608 et 1803 montrant l'influence que les Français ont eu sur la toponymie.

## Liste par État

### Alabama
- Bay Minette, ville.
- Bayou La Batre, ville.
- Belle Fontaine, census-designated place.
- Belle Mina (en), unincorporated area.
- Bon Air, municipalité.
- Bon Secour, unincorporated area.
- Centreville, ville.
- Citronelle, ville.
- Chance
- Daphne, ville.
- Dauphin Island, ville.
- DeArmanville (en), unincorporated area.
- Delchamps
- Fayette County
- Gasque
- Grande Batture Islands
- Isle aux Dames
- Isle aux Herbes
- LaFayette
- Lamar County
- Le Moyne
- Leroy
- Malbis
- Marion (d'après Francis Marion, patriote d'origine huguenote de la Révolution américaine)
- Mobile (traduction française pour la nation amérindienne Mauvilla)
- Mobile County
- Mon Louis
- Montgomery (d'après le géneral Richard Montgomery, descendant du clan écossais créé par une famille normande)
- Paris
- Sans Souci
- Semmes

### Alaska
- La Chaussée Spit à l'entrée de Lituya Bay. Nommée dans une charte par l'explorateur Jean-François de La Pérouse en 1786.
- Mount La Pérouse (3 231 m) et La Pérouse Glacier à Fairweather Range d'Alaska
- Gastineau Channel d'après John Gastineau, un mécanicien anglais qui avait un nom français
- Juneau vient de Joseph Juneau, prospecteur et mineur franco-canadien
- Glacier (Réserve Naturelle/Réserve écologique)

### Arizona
- Clemenceau en hommage à Georges Clemenceau
- Picket Wire (Corruption du mot Purgatoire)
- Peridot

### Arkansas
- Antoine (ville sur la rivière Antoine)
- Antoine  (rivière qui traverse la ville d'Antoine)
- Arkansas
- Au Glaize
- Aurelle
- Auvergne
- Barraque
- Bayou
- Bayou Des Arc
- Bayou Fourche
- Bayou La Grue
- Bayou Macon (Rivière qui coule également en Louisiane)
- Beauchamp
- Beaudry
- Belleaire
- Belleville
- Bellefonte
- Boeuf
- Bœuf (Rivière qui coule également en Louisiane)
- Bois d'Arc
- Bonair
- Buie
- Burdette
- Cache
- Cadron
- Calumet
- Calvin
- Champagnolle
- Chancel
- Chicot County
- Claude
- Cloquet
- Darcy
- De Roche
- Deberrie
- Delaplaine
- Departee
- Des Arc
- Devue
- Dumas
- Ecore Fabre
- Fayetteville, d'après le général Marquis de la Fayette
- Fontaine
- Fourche
- Fourche La Fave
- Fourche Valley
- Francure
- French
- Franchman's Bayou, traduction de Bayou des Français
- Frenchport
- Gallatin
- Grand Glaise
- Gravette
- La Fave
- La Grue
- La Grue Springs
- Lac Chicot
- Lac Maumelle
- Lacrosee
- Ladelle
- Lafayette County
- LaGrange
- Lamartine (d'après Alphonse de Lamartine)
- L'Anguille
- Lapile
- Larue
- Latour
- Lave Creek
- Levesque
- Little Rock (francisation de « La Petite Roche »)
- Macon
- Marais Saline
- Marche
- Marie Saline
- Maumee
- Maumelle
- Monette
- Mont Magazine
- Montreal
- Mont Sandels
- Ozark (transcription phonétique de aux arcs)
- Ozark Mountains
- Paris
- Parc d'État de Petit Jean
- Paroquet
- Partain
- Petit Jean
- Prairie County
- Rendezvous
- Rivière L'Anguille
- Rivière L'Eau Frais
- Rivière Little Maumelle
- Rivière Maumelle
- Rivière Petit Jean
- Rivière Poteau
- Saint Claire
- Sans Souci
- Segur
- Sevier County
- Smackover (anglicisation de Sumac Couvert)
- Soudan
- Terre Noire
- Terre Rouge
- Tollette
- Tully
- Urbanette
- Vallier
- Vaucluse
- Vaugine
- Vidette
- Villemont

### Californie
- Alsace
- Artois
- Beaumont
- Bel Air
- Bellevue (a ne pas confondre avec Bellevue Washington.)
- Belmont
- Bonnefoy (zh)
- Camp français
- Cassel
- Comté de Butte
- Declezville
- Delano (descendant du célèbre nom « De Lannoye »)
- Disneyland (d’après Walt Disney,  descendant du Normand d'Isigny (Isigny, Normandie, France))
- Fremont
- Fremont (nommée de John Charles Frémont, explorateur et homme politique d'origine française)
- French Camp
- French Corral
- French Gulch
- French Hill
- Frenchtown
- French Valley
- Friant
- Guerneville
- Lafayette (D’après le Marquis de La Fayette)
- La Grange
- La Grange Reservoir
- La Porte
- Lebec
- Le Grand
- Montague
- Montclair
- Narbonne[1]
- Nice
- Nord
- Orange
- Comté d'Orange
- Orleans
- Porterville
- Rubidoux
- San Francisco (d'après François d'Assise, nom espagnol qui rappelle l'Italien saint François d'Assise, d'origine française)

### Caroline du Nord
- Beaufort
- Fayetteville
- Lenoir
- Camp Lejeune (base militaire)

### Caroline du Sud
- Abbeville
- Comté d'Abbeville
- Beaufort
- Bonneau
- Bordeaux
- Eau Claire
- Fort Motte
- Gaston
- Gourdin
- La France
- Pacolet
- Port Royal Sound
- Sans Souci
- Turbeville
- Vaucluse

### Colorado
- Ault
- Berthoud Pass et la ville de Berthoud
- Bethune
- Bijou Creek
- Cache La Poudre River
- De Beque
- Florissant
- Fremont County
- Grand County
- Lafayette
- Laporte
- La Salle
- Louisville
- Montrose
- North Platte et South Platte, rivières
- Parachute Creek
- Platteville
- River Platte
- Purgatoire River
- St. Vrain Creek

### Connecticut
- Ballouville
- Montville
- Orange (d'après la ville d'Orange)
- Pomfret Landing
- Versailles
- Versailles Pond à New London County

### Dakota du Nord
- Belle Fourche
- Belvidere
- Bon Homme County
- Bottineau
- Burdette
- Butte County
- Conde (peut être de la famille princière Condé)
- Coteau des Prairies
- Coteau du Missouri (Vaste plateau sur les États du Dakota du Nord et Dakota du Sud)
- Des Lacs
- Rivière Des Lacs
- Dupree
- Flandreau, de Charles Eugene Flandrau, juge des ancêtres Huguenots
- Fort Pierre
- Jerauld County
- Joubert
- Lake Traverse
- Mellette County
- Pierre, de Pierre Chouteau Jr, un commerçant de fourrures américain d'origine franco-canadienne
- Rivière Bois de Sioux (rivière s'écoulant dans les États du Minnesota, Dakota du Sud et Dakota du Nord)
- Rivière Rouge du Nord (Rivière frontalière avec l'État du Minnesota)
- Rivière Souris
- Roubaix Lake

### Dakota du Sud
- Belle Fourche
- Belvidere
- Rivière Bois de Sioux (Rivière frontalière avec l'État du Minnesota)
- Bon Homme County
- Burdette
- Butte County
- Conde (peut être de la famille princière Condé)
- Coteau des Prairies (Vaste plateau des États du Dakota du Sud, Iowa et Minnesota)
- Coteau du Missouri (Vaste plateau sur les États du Dakota du Nord et Dakota du Sud)
- Dupree
- Flandreau, de Charles Eugene Flandrau, juge des ancêtres Huguenots
- Fort Pierre
- Jerauld County
- Joubert
- Lac Traverse (lac frontalier avec l'État du Minnesota)
- Mellette County
- Pierre, de Pierre Chouteau, Jr., un commerçant de fourrures américain d'origine franco-canadienne
- Rivière Belle Fourche (Coule aussi dans le Wyoming)
- Rivière Moreau
- Roubaix Lake

### Delaware
- Bellefontaine
- Bellefonte
- Bellevue
- Delaware d'après Lord de la Warre, descendant anglo-normand.

### Floride
- Barrineau Park
- Bayou George
- Belandville
- Belle Glade
- Belle Isle
- Brevard County
- Cantonnement
- Clermont
- Collier County
- Comté Duval (d'après William Pope Duval)
- Destin
- Eau Gallie
- Fountainbleau
- LaBelle
- Lafayette County
- Lake Lorraine
- Marion County
- Navarre
- Navarre Beach
- Comté d'Orange
- Port Sainte-Lucie
- Ribault River (d'après Jean Ribault)
- Sandestin

### Géorgie
- Beaulieu
- Berrien County
- Fannin County
- Fayette County
- LaGrange
- Comté de Lanier
- Macon
- Valdosta

### Hawaï
- Fort DeRussy (nommé de Lewis et René Edward De Russy, soldats américains d'origine huguenote)
- French Frigate Shoals
- La Pérouse Bay
- La Pérouse Pinnacle

### Idaho
- Arbon
- Bellevue
- Blanchard
- Boise (dérivé de boisé)
- Bonneville County (d'après Benjamin Louis Eulalie de Bonneville (1796–1878), militaire, trappeur et explorateur franco-américain)
- Bovard
- Bruneau
- Butte
- Cache
- Coeur d'Alene
- Culdesac
- Dubois
- Fremont County
- Grandjean
- Grangeville
- Jacques
- Labelle
- Laclede
- Lac Pend Oreille
- La Fleur
- Malad City
- Michaud
- Montour
- Montpelier
- Nez Perce County
- Nezperce
- Paris
- Payette (d'après François Payette)
- Pierre's Hole
- Ponderay (de pend oreille)
- Simplot
- St. Maries
- Teton (« Teat »)
- Thiard

### Îles Vierges des États-Unis
- Sainte-Croix

### Illinois
- Illinois, francisation du mot Illini, désignant une tribu locale
- Belleville
- Beaucoup
- Beaucoup Creek
- Belle River
- Belleville
- Bois d'Arc
- Bonpas Creek
- Bourbonnais (d'après François Bourbonnais, commerçant de fourrures)
- Rivière Calumet (coule également dans l'État de l'Indiana)
- Lac Calumet
- Calumet City
- Cache River
- Champaign
- Chicago
- Comté de Bureau
- Creve Cœur
- Des Plaines
- Rivière Des Plaines (Coule également dans l'État du Wisconsin)
- De Long
- Des Prairies
- Du Bois
- DuPage
- Rivière DuPage
- Du Quoin
- Embarras
- Fayette County
- Illinois, rivière
- Joliet (nommée de Louis Jolliet)
- La Grange
- La Harpe
- La Moine
- La Salle qui doit son nom à Cavelier de la Salle
- Lemont
- Marquette
- Marseilles
- Comté de Massac (ministre français)
- Comté de Menard (d'après Pierre Menard)
- Merrionette Park
- Palissades
- Prairie du Rocher
- Rochelle
- St. Anne
- St. Georges
- Toulon
- Versailles

### Indiana
- Belle Fontaine
- Belle Union
- Bourbon
- Calumet
- Clermont
- Delaware County
- De Motte
- Dubois County
- Fayette
- Fayette County
- Fremont
- French Lick
- Fugit
- Gary (nom de famille français)
- Jay County
- La Crosse
- La Fontaine
- La Porte
- La Porte County
- Lafayette
- LaGrange County
- Ligonier
- Marion County
- Montgomery County
- Montpelier
- Comté d'Orange
- Orleans
- Portage
- St. Leon
- St. Paul
- Terre Haute
- Vernon
- Versailles
- Vevay
- Vincennes (d'après François Marie Bissot, Sieur de Vincennes)

### Iowa
- Audubon
- Belle Plaine
- Belleville
- Bellevue
- Belmond
- Belmont
- Bennezette
- Bonaparte
- Bondurant
- Boyer
- Chariton
- Clutier
- Coteau des Prairies (Vaste plateau des États du Dakota du Sud, Iowa et Minnesota)
- Des Moines
- Des Moines (rivière)
- Dubuque (d'après l'explorateur Julien Dubuque)
- Durant
- Fayette
- Fontanelle
- Fort de la Trinité
- Fremont
- Giard (Iowa)
- Lafayette
- La Grange
- La Motte
- La Porte
- Le Claire
- Le Grand
- Le Mars
- Le Roy
- Lyons (Iowa)
- Marion (Iowa) (d'après Francis Marion, héros de la Révolution d'une famille huguenote de Caroline)
- Marquette
- Martelle
- Mondamin
- Montpelier
- Muscatine
- Orleans
- Paris
- Platte
- Prairie
- Rinard
- Sac City
- Tête des Morts

### Kansas
- Bois d'Arc
- Bourbon County
- La Crosse
- La Cygne
- Labette County, d'après Pierre La Bette, colon d'origine française
- La Harpe
- Lecompton
- Le Loup
- Marais des Cygnes, rivière
- Marion County
- Reno County, d'après le Major Général Jesse Lee Reno, officier de l'Union tué lors de la Guerre de Sécession (Reno vient de « Renault »)
- Marais des Cygnes (Rivière qui coule également dans le Missouri)
- Rivière Verdigris
- Sublette
- Wyandotte County, appellation francisée d'une tribu huronne

### Kentucky
- Bellefonte
- Bellemeade
- Bellevue
- Comté de Bourbon
- Comté de Fayette (pour Gilbert du Motier, Marquis de La Fayette)
- Comté de Gallatin (pour Albert Gallatin, Suisse-américain et Secrétaire d'État)
- Comté de LaRue (pour John LaRue, l'un des premiers colons du Kentucky)
- Comté de Marion (pour Francis Marion)
- Eminence
- Frenchburg
- La Center
- La Grange
- LaFayette
- Louisville (en honneur à Louis XVI en 1778)
- Montpelier
- Paris
- Port Royal
- Versailles

### Louisiane
- Louisiana (nom donné en hommage à Louis XIV)

#### Villes
- Abbeville
- Algiers
- Amite
- Arnaudville
- Audubon
- Bains
- Baton Rouge
- Bayou Gauche
- Belle Chasse
- Belle Rose
- Blanchard
- Bossier City
- Bourg
- Bordelonville
- Breaux Bridge
- Breton National Wildlife Refuge
- Broussard
- Butte La Rose
- Castor
- Chalmette
- Chandeleur Islands
- Charenton
- Chataignier
- Chauvin
- Cloutierville
- Cocodrie
- Des Allemands
- Destréhan (en honneur à Jean N. Destréhan, politicien créole)
- Bonnet Carré, déversoir
- Dulac
- Edgard
- Faubourg Marigny
- Faubourg Tremé
- Fontainebleau
- Fordoche
- Port Fourchon
- Gardere
- Grand Coteau
- Grand Ecore
- Grande Isle
- Grosse Tête
- Iberville Projects
- Jarreau
- Jean Lafitte (d'après le pirate Jean Lafitte)
- Labadieville
- Lacombe
- Lafayette
- Lafitte Projects
- Lake Borgne
- Lake Pontchartrain
- La Place (du nom du colon Basile LaPlace)
- Larose
- Léonville
- Loranger
- Mandeville (d'après Bernard Xavier de Marigny de Mandeville)
- Marchand
- Mer Rouge
- Metairie
- Montegut
- Montpelier
- Moreauville
- Napoleonville
- La Nouvelle-Orléans
- Paincourtville
- Paradis
- Pierre-Part
- Plaquemine
- Plaucheville
- Point Au Fer Reef Light
- PointClair
- Point Coupee
- Pointe à la Hache
- Pointe-aux-Chênes
- Prairieville
- Provencal
- Rougon
- Saint-Gabriel\
- St. Claude
- St. Martinville
- St. Roch
- Supreme
- Thériot
- Thibodaux
- Timbalier Island
- Tulane/Gravier
- Vacherie
- Vieux Carré, quartier de La Nouvelle-Orléans
- Village de L'Est
- Ville Platte

#### Paroisses
- Paroisse de l'Acadie
- Paroisse de l'Ascension
- Paroisse d'Avoyelles
- Paroisse de Beauregard
- Paroisse de Bienville
- Paroisse de Bossier
- Paroisse d'Evangeline
- Paroisse d'Iberville
- Paroisse de Lafourche
- Paroisse de La Salle
- Paroisse de Pointe Coupée
- Paroisse de Saint-Landry
- Paroisse de Terrebonne

#### Rivières
- Rivière Amite
- Antoine
- Bœuf (rivière qui coule également en Arkansas)
- Rivière aux Cannes
- Ruisseau Castor
- Rivière Comité (rivière qui coule également dans l'État du Mississippi)
- Coulée Noire
- Grande Coulée

#### Bayou
- Bayou Des Allemands
- Bayou Beauregard
- Bayou Bienvenue
- Bayou Bonne Idée
- Bayou Bourbeux
- Grand bayou Bourbeux
- Petit bayou Bourbeux
- Grand bayou du Large
- Bayou Casse-Tête
- Bayou Chéri
- Bayou Cherveau
- Bayou D'Arbonne
- Bayou FerBlanc
- Bayou Fontanelle
- Bayou Gauche
- Bayou La Chute
- Bayou du lac Noir
- Bayou Laurier
- Bayou Macon
- Bayou Nezpiqué
- Bayou Queue de Tortue
- Bayou Ronde
- Bayou Rigolettes
- Bayou de la Saline
- Bayou Terrebonne
- Bayou Tortillon
- Bayou Tortue

#### Île
- Île Beauregard
- Île Casse-Tête
- Île Petite Anse
- Îles Chandeleur
- Petit Bois
- Dauphin
- Île mobile
- Isle à Jean Charles
- Isle Grande Terre
- Îles Timbalier

#### Baie
- Baie Côte Blanche
- Baie Vermilion
- Joyeux Bay
- Ronquille Bay
- Des Ilettes Bay
- Voisin Bay
- Desespere Bay
- Pipe Bay
- Dispute Bay
- Au Fer Bay
- L'ours Bay
- Chene fleur Bay
- Jacques Bay
- Coquette Bay
- Pomme d'or Bay
- Zinzin Bay
- Castagnier Bay
- Blanc Bay
- Mallard Bay
- Baie Sec
- Petite Baie
- Baie Blanche

#### Étang
- Petit felix (Étang)
- Trepass (Étang)
- Bienvenue (Étang) (Interieur)
- Bienvenue (Étang) (Exterieur)
- l'Homme (Étang)
- Cheniere (Étang)

#### Lieu-dit
- Côte des Allemands
- Belle Point
- Saint Claire

#### Lac
- Lac Barré
- Lac Borgne
- Lac Des Allemands
- Lac Raccourci
- Grande ecaille(Lac)
- Palourde (Lac)
- Raccouci (Lac)
- Belle Isle (Lac)
- Portage (Lac)
- Mechant (Lac)
- Chapeau (Lac)
- Caillou (Lac)
- Trois Jean (Lac)
- Chien (Lac)
- La Peur (Lac)
- Tambour (Lac)
- De Cade (Lac)
- Boudreaux (Lac)
- Terre Bonne (Lac)
- Palourde (Lac)
- Bordelon (Lac)
- Lac aux Roseaux
- Lac Patassa
- Lac didier
- Petit Lac du Grand Bryon
- Lac a Deux Bouts
- Premier Lac
- Lac Grand Bayou
- Grand lac
- Lac volee
- Lac A Madame Lee
- Lac Calebasse
- Lac Ophelia
- Lac Pontchartrain
- Lac Noir
- Lac Sauliere
- Lac Sainte Agne
- Lac de Johnson
- Lac Verret

#### Marais
- DesOurs (Marais)

#### Détroits, passes et pointes
- Détroit des Rigolets
- Passe du Chef menteur
- Pass A Loutre
- Pass du bois
- Pass la grasse
- Pointe à la Hache

#### Routes
- A Louque(Rue)
- Grand Chenier(Autoroute)
- Creole(Autoroute)
- Carondelet(Rue)
- Capdeville(Rue)
- Cocoville(Route)
- Commerce(Rue)
- Constance(Rue)
- Baronne(Rue)
- Bayou des Glaises (Route)
- Bellvue(Rue)
- Bourgeois(Rue)
- Bourbon(Rue)
- Bourbon(Avenue)
- Bourbon(Route)
- Bellemont(Route)
- L'église(Route)
- Louque(Route)
- Petit(Rue)
- Frontage(Nationale)
- Plantation(Rue)
- Perique(Rue)
- Provision(Rue)
- humble(Rue)
- T-Caillou(Route)
- T-Poche(Rue)
- Evacuation(Rue)
- Rampart(Rue)
- Lafayette(Rue)
- Notre Dame(Rue)
- Maris Gras(Boulevard)

#### Aéroports
- TerreBonne (Aéroport)
- Le Gros Memorial (Aéroport)

#### Parcs et réserves
- Parc d'État de Chemin-A-Haut
- Parc d'État du lac Fausse Pointe
- Pomme De Terre (Forêt protégée)
- Breton (Forêt protégée)

#### Amérindiens
- Pointe-au-Chien

### Maine
- Maine (Nom provenant de l'ancien comté du Maine, en France)
- Cadillac Mountain
- Calais
- Caribou
- Castine
- Chute Island
- Deblois
- Detroit
- Fayette
- Fort Pentagouët
- Frenchboro
- Frenchville
- Grand Isle
- Isle au Haut
- Lagrange
- Lamoine
- Minot
- Montville
- Monts Déserts, île
- Paris
- Presque Isle
- Portage Lake
- Roque Bluffs
- Saint Croix Island
- St. Francis River
- Saint John River
- Tremont

### Maryland
- Bel Air
- Havre de Grace

### Massachusetts
- Barre
- Belmont
- French King Bridge
- Marion
- Orleans (pour Louis Philippe II, Duc d'Orléans)
- Revere (pour Paul Revere, descendant huguenot de la famille Rivoire)
- Savoy

### Michigan
- Allouez (du missionnaire Claude-Jean Allouez)
- Au Sable
- Rivière Au Sable (Rivière n'ayant aucun lien avec celle de l'État de New York)
- Au Train
- Baie Au Train
- Rivière Au Train
- Belleville
- Benzie County
- Berrien County
- Bête Grise
- Bois Blanc
- Île Bois Blanc
- Comté de Berrien
- Cadillac (de l'explorateur Antoine de la Mothe Cadillac)
- Charlevoix (de Pierre-François-Xavier de Charlevoix (1682–1761), un jésuite français)
- Détroit
- Eau Claire
- Ecorse
- Frenchtown Charter Township
- Grand Blanc
- Grand Marais
- Comté de Grand Traverse
- Comté de Gratiot
- Grosse Île
- Grosse Pointe
- Hamtramck (du soldat franco-canadien Jean François Hamtramck de Québec, devenu un héros de la Guerre d'Indépendance américaine)
- Isle Royale
- Parc national d'Isle Royale
- Lac La Belle
- La Branche
- L'Anse
- Lac Vieux Désert (Lac frontalier avec l'État du Wisconsin)
- Lapeer County
- Lasalle
- LeRoy
- Les Cheneaux
- Marquette (de l'explorateur Jacques Marquette)
- Comté de Marquette
- Comté de Montcalm (de Louis-Joseph de Montcalm, officier français pendant les Guerres indiennes)
- Comté de Montmorency (d'après la famille Montmorency, famille noble et influente en Nouvelle-France)
- Napoleon
- Pere Marquette Township
- Pt Detour
- Pointe aux pins
- Pointe Mouillée
- Rivière Père Marquette
- Pointe Aux Barques
- Rivière Pointe aux Chênes
- Portage
- Presque Isle
- Rivière Presque Isle
- Comté de Presque Isle
- Rivière Little Presque Isle
- Rivière Raisin
- Sault Sainte-Marie
- Saint-Ignace
- Saint-Joseph
- Comté de Saint-Clair
- Rivière Sainte-Claire
- Saint Clair Shores
- Traverse City
- Grand Rapids
- Vermontville

### Minnesota
- Audubon
- Baudette
- Belle Plaine
- Belle Prairie Township
- Bois Forte Indian Reservation
- Brule River
- Cloquet
- Comté de Faribault
- Comté de Hennepin (en l'honneur de Louis Hennepin)
- Comté de Lac qui Parle
- Comté de Le Sueur (de Pierre-Charles Le Sueur)
- Comté de Lyon
- Comté de Mille Lacs
- Comté de Mille Lacs
- Comté de Nicollet
- Comté de Nicollet
- Comté de Roseau
- Comté de Traverse
- Albertville
- Coteau des Prairies (vaste plateau des États du Dakota du Sud, Iowa et Minnesota)
- Delano
- Detroit Lakes
- Duluth (de Daniel Greysolon (Sieur du Lhut)
- Faribault, pour Jean-Baptiste Faribault, coureur des bois franco-canadien
- Fond du Lac Indian Reservation
- Frontier
- Gentilly
- Glese
- Grand Marais
- Grand Portage
- Grand Rapids
- Huot (Minnesota) en l'honneur du colon canadien Louis Huot
- La Crosse
- Laporte
- La Prairie
- Lac des Mille Lacs
- Lac Pomme de Terre
- Lac Pépin
- Lac qui parle
- Lac Traverse
- Lac Traverse (lac frontalier avec l'État du Dakota du Sud)
- Lac Vermilion
- Lac Vieux Désert
- Orléans
- Flandrau
- Frontenac, parc d'État
- Parc d'État de Lac Qui Parle
- Parc national des Voyageurs
- Pelland
- Renville County (Minnesota)
- Rivière Bois de Sioux (rivière frontalière avec les États du Dakota du Sud et Dakota du Nord)
- Rivière Cloquet
- Rivière La Prairie
- Rivière Lac qui Parle
- Rivière Lac qui Parle
- Rivière Pomme de Terre (rivière n'ayant aucun lien avec celle de l'État du Missouri)
- Rivière Rouge du Nord (rivière frontalière avec l'État du Dakota du Nord)
- Roseau
- Roseville
- Saint-Cloud
- St. Croix River
- St. Hilaire
- St. Louis Park
- Saint Paul
- Sedan
- Terrebonne
- Traverse des Sioux
- Vadnais Heights
- Villard

### Mississippi
Du nom amérindien « Metsi sipi » (père des eaux). Les Français l'écrivaient à l'amérindienne avec un seul « p » : Mississipi.
- Rivière Amite
- Comté d'Amite
- Bay St. Louis
- Bayou Caddy
- Beaumont
- Beauregard
- Bellefontaine
- Benoit
- Biloxi
- Bourbon
- Carriere
- Centreville
- Clermont Harbor
- Rivière Comité (Rivière qui coule également dans l'État de la Louisiane)
- D'Iberville (en l'honneur de Pierre Le Moyne d'Iberville, gouverneur de Nouvelle-France)
- DeLisle
- Fayette
- Gautier (du nom de la famille Gautier établie sur le site en 1867)
- Petit Bois
- LeFleur's Bluff State Park (du marchand franco-canadien Louis LeFleur)
- Pass Christian (d'après Nicholas Christian L'Adnier)
- Petit Bois Island
- Sartinville
- Saucier
- St. Martin

### Missouri
- Audrain County
- Auxvasse
- Bay de Charles
- Bayouville
- Canton de Beauvais
- Belgique
- Belle
- Bellefontaine
- Bellefontaine Neighbors
- Bevier
- Bois d'Arc
- Bonne Terre
- Bourbeuse River
- Bourbon
- Brazeau
- Cap au Gris
- Cap-Girardeau
- Carondelet
- Castor River
- Chamois
- Chouteau Springs
- Courtois
- Courtois Creek
- Creve Coeur
- Cuivre
- Dardenne Prairie
- DeBaliviere Place
- Des Arc
- Desloge
- Des Peres
- Des Pères, rivière
- Fayette
- Femme Osage
- Florissant
- Frontenac
- Gasconade
- Comté de Gasconade
- Gravois Mills
- La Belle
- Laclede
- Comté de Laclede (de Pierre Laclède (1729–1778), fondateur de Saint-Louis)
- La Due
- Comté de Lafayette (du marquis de La Fayette)
- La Forge
- La Grange
- Lake Lafayette
- La Monte
- La Vieille Mine
- Louisiana
- Loutre
- Lyon
- Marais Croche
- Marais des Cygnes
- Marais des Liards
- Marais Temps Clair
- Maupin
- Mine La Motte
- Moniteau County
- Moreau, rivière
- Noel
- Normandy
- Papin
- Paris
- Pere Marquette Park
- Peruque
- Petit Marais Rondeau Lake
- Platte City
- Lac Pomme de Terre
- Rivière Pomme de Terre (sans lien avec celle du Minnesota)
- Portage-Des-Sioux
- Portageville
- River aux Vases
- Rivière aux Vases
- Robidoux
- Roubidoux Creek
- Rocheport
- St. Aubert
- Comté de Saint-François
- Montagnes Saint-François
- Saint-Louis
- Saint Charles
- Sainte-Geneviève (sainte patronne de Paris)
- Rivière de la Saline
- Terre du Lac
- Theabeau
- Valles Mines
- Versailles
- Vichy

### Montana
- Belle Creek
- Bowdoin National Wildlife Refuge
- Butte
- Cascade County
- Choteau
- Comté de Chouteau (nommé d'Auguste et Pierre Chouteau, explorateurs et marchands de fourrures)
- Dupuyer
- Fourchette Creek Rec. Area
- Froid
- Gallatin County
- Havre
- Joliet
- Laurin
- Lozeau
- Mocasin
- Portage
- Prairie County
- Roche Jaune
- St. Marie
- St. Xavier
- Sonnette
- Teton County
- Valmy
- Wibaux County

### Nebraska
- Alliance
- Barada (d'après Antoine Barada, trappeur de fourrure)
- Bayard
- Bellevue
- Cabanné's Post
- Chadron
- Crete
- Du Bois
- Fremont (de John Charles Frémont, pionnier franco-américain et politicien)
- Grand Island
- Comté de Loup (d'une tribu se désignant par le totem des Loups)
- Loup
- Papillion
- Comté de Platte
- Platte, rivière
- Sarpy County (de Peter Abadie Sarpy, commerçant louisianais)
- St. Deroin (de la famille Du Roins).

### Nevada
- Frenchman
- Lamoille
- Montreux
- Pioche, d'après François Louis Alfred Pioche, homme d'affaires qui acheta la ville en 1869
- Reno
- Reveille

### New Hampshire
- Belmont (d'August Belmont, Jr., du nom d'un homme d'affaires)
- Fremont
- Moncalm
- Pinardville (de Edmond Pinard, premier résident originaire du Québec[2])

### New Jersey
- New Jersey et Jersey City (du nom du Bailliage anglo-normand de Jersey)
- Bayonne
- Lavallette (de Elie A. F. La Vallette, officier de la marine américaine)
- Port Liberté
- Montclair
- Normandy Beach

### New York
- Au Sable
- Au Sable (Rivière n'ayant aucun lien avec celle de l'État du Michigan)
- Barre
- Bellerose
- Belle Terre
- Boquet or Bouquet River
- Chateaugay
- Chateauguay (s'écoule ensuite au Québec et se jette dans le Fleuve Saint-Laurent)
- Champlain (de l'explorateur Samuel de Champlain)
- Champlain, lac
- Chaumont
- Chaumont Bay
- Chaumont River
- Clermont
- Delaware County
- Dunkirk (de Dunkerque, France)
- Esperance
- Fayette
- Fayetteville
- Fremont
- Fremont Center
- French Creek
- Gouverneur
- Grand Island
- Granville
- Grasse River (du Comte de Grasse, un amiral français qui battit les Anglais à la bataille de Chesapeake en septembre 1781 pendant la Révolution)
- Huguenot
- Jacques Cartier State Park (pour l'explorateur Jacques Cartier)
- La Chute
- La Farge
- LaFayette
- LaGrange
- Le Ray
- Le Roy
- Liberty Island (pour la statue de la Liberté offerte par la France)
- Lorraine
- Louisville
- Maine
- Marion
- Massena (nommée de André Masséna)
- Montague
- Montour
- New Paltz
- Nouvelle-Rochelle
- Orleans
- Orleans County
- Portage
- Raquette River
- Rosiére
- Rouses Point (du premier colon Jacques Rouse.)
- Point Au Roche (Parc d'État)
- St. Armand
- St. Lawrence County (forme anglicisée du Fleuve Saint-Laurent)
- Valcour Island

### Nouveau-Mexique
- Bayard (de George D. Bayard, général de l'Union pendant la Guerre civile)
- Clovis (du roi franc Clovis)

### Ohio
- Auglaize River (corruption du français eau glaise)
- Auglaize County
- Bellaire
- Bellefontaine
- Bellevue
- Belmont County
- Belmont
- Belpre
- Champaign County
- Chardon
- Cheviot
- Comté de Clermont
- Conneaut
- Defiance
- Delaware County
- Duchouquet Township
- Comté de Fayette
- Fayette
- Fremont
- Comté de Gallia (du Latin désignant la Gaule)
- Girard
- Grand Prairie Township
- Guernsey County
- Huron County (nom français désignant le peuple amérindien Wyandot)
- Lafayette
- Lagrange
- LaRue
- Leroy Township
- Comté de Lorain (nommée de la région de Lorraine de la France)
- Lorain
- Louisville
- Marietta (en honneur à Marie-Antoinette)
- Comté de Marion
- Marion
- Marseilles (
- Martel
- Massillon (de Jean-Baptiste Massillon, évêque français)
- Montgomery County
- Moraine
- Nimishillen (Ohio Stark County
- Oregon
- Paris Township
- Portage County
- St. Bernard Township
- Vermilion River
- Versailles, Ohio Darke County
- Marseilles

### Oklahoma
- Avant
- Achille
- Avant
- Ballard
- Belfonte
- Bellevue
- Boisé
- Cache
- Comanche
- Commerce
- Chouteau
- Delaware County
- Durant
- El Reno (D'après un officier de la Guerre Civile nommé Jesse L. Reno - du nom « Renault »)
- Fourche Maline
- Guymon
- Le Flore
- Comté de Le Flore
- Lucien
- Monts Sans Bois
- Poteau
- Rivière Poteau
- Remy
- Sansbois
- Rivière Sans Bois
- Sentinel
- Sedan
- Rivière Verdigris

### Oregon
- Oregon (« le fleuve aux ouragans »)
- Bonneville (de Benjamin Louis Eulalie de Bonneville (1796–1878), un officier de l'armée américaine né en France puis trappeur de fourrure et explorateur)
- Butteville
- Charbonneau, ville nouvelle incorporée à Wilsonville (Oregon) (de Jean-Baptiste Charbonneau, fils de Sacajawea et de Toussaint Charbonneau)
- Coquille
- Coquille (fleuve)
- Comté de Deschutes
- Deschutes, rivière
- Deschutes, forêt nationale
- Detroit
- Prairie française, prairie
- Gervais
- Grand Ronde
- Lafayette
- La Grande
- Langlois (du surnom « L'Anglais »)
- La Pine
- Butte Malheur
- Comté de Malheur
- Lac Malheur
- Rivière Malheur
- Malin
- Comté de Marion
- Maupin
- Menagerie
- Nonpareil
- Rainier
- Ruch (« Hive »)
- Saint Louis
- Saint Paul
- Sauvie, île
- Terrebonne
- The Dalles
- Vallée de la Willamette (transcription française du nom du village indien de Clackamas)
- Willamette

### Pennsylvanie
- Audubon
- Bellefonte
- Charleroi
- Dauphin County
- Delano
- DuBois
- Duquesne, du Marquis Duquesne, gouverneur de Nouvelle-France
- Eau Claire
- Fayette County, du Marquis de LaFayette
- Fort Duquesne (nom original de Pittsburgh)
- Laporte
- Ligonier, d'après le Field Marshal John Ligonier, un noble britannique aux ancêtres français
- Luzerne County
- Montour County
- Presque Isle
- Versailles,
- Wilkes-Barre (Barre est un politicien britannique aux ancêtres huguenots, favorable à l'indépendance américaine)

### Rhode Island
- Lafayette Village, district historique de North Kingstown, RI
- Louisquisset
- Marieville

### Tennessee
- Comté de Fayette
- Gallatin
- Lafayette
- La Follette
- La Grange
- La Vergne
- Lenoir City (du général William Lenoir, général révolutionnaire pendant la Guerre d'Indépendance d'ascendance huguenote)
- Macon
- Macon County
- Marion County
- Paris
- Reverie
- Sevier County
- Sevierville (de John Sevier, gouverneur du Tennessee d'ascendance huguenote)

### Texas
- Bayou Vista
- Beaumont
- Biloxi
- Blanchard
- Bois d'Arc
- Burnet County (du dirigeant texan David Gouverneur Burnet)
- Colmesnil
- Crockett County (Davy Crockett dont les ancêtres furent des Huguenots nommés Croquetagne, dont l'un était capitaine dans la Garde Royale de Louis XIV)
- Dallardsville
- DeBerry
- Doucette
- Dumas, de son fondateur Louis Dumas
- Duval County
- Fayette County (du Marquis de Lafayette)
- Gary City
- Grand Prairie
- La Grange (du nom du château du Marquis de Lafayette)
- La Marque
- La Porte
- La Salle County (de l'explorateur René-Robert Cavelier, Sieur de La Salle)
- Lamar County (du dirigeant texan Mirabeau Bonaparte Lamar)
- Marion County
- Mauriceville
- Menard
- Menard County
- Mont Belvieu
- Montgomery County
- Orange
- Comté d'Orange
- Paris
- Sabine

### Utah
- Ballard
- Bonneville Salt Flats (de Benjamin Louis Eulalie de Bonneville (1796–1878), officier natif de France et trappeur et explorateur)
- Cache County
- Duchesne County
- Désert de sel
- Fayette
- Fort Duchesne
- Grand County
- Portage
- Provo (du nom d'Étienne Provost)
- Sevier County

### Vermont
- Vermont (vert mont)
- Barre
- Belmont
- Calais
- Champlain, (à la frontière de l'État de New York)
- Comté de Lamoille
- Grand Isle County
- Isle La Motte
- Pic Jay (de John Jay, d'ascendance huguenote)
- Lamoille (du français la Moelle)
- Montpelier
- Orange
- Orleans County
- Orleans
- Vergennes

### Virginie
- Amissville
- Barboursville
- Basye
- Bavon
- Belmont
- Belle Isle State Park
- Bertrand
- Boissevain
- Bon Air
- Botetourt County
- Capron
- Caret
- Cedon
- Champlain
- Chantilly
- Clary
- Crozet
- Delaplane
- Dogue
- Fauquier County
- Fort Belvoir
- Fremont
- Front Royal
- Jolivue
- La Crosse
- Macon
- Manquin
- Mauzy
- Montpelier
- Comté d'Orange
- Paris
- Raphine
- Renan
- Richmond, de « riche mont »
- Rochelle
- Sabot
- Turbeville

### Virginie-Occidentale
- Bayard
- Belle
- Belmont
- Despard
- Fayette
- Fayette County
- Fayetteville
- French Creek
- Granville
- Guyandotte (nom francisé d'une tribu Wyandot)
- Marion County
- Montcalm (de Louis-Joseph de Montcalm, commandant militaire français pendant les guerres indiennes)
- Ronceverte

### Washington
- Beaux Arts Village
- Bellevue
- Des Moines
- Grand Coulee
- La Crosse
- La Push de « la bouche »
- Loup Loup
- Mont Rainier (d'après le Capitaine Peter Rainier, petit-fils du réfugié huguenot Daniel Regnier)
- Normandy
- North Bonneville (de Benjamin Louis Eulalie de Bonneville (1796–1878)
- Palouse (de pelouse)
- Comté de Pend Oreille, venant de la tribu indienne nommé Pend d'Oreilles par les explorateurs français)
- Puget Sound de Peter Puget, un officier de la Royal Navy d'ascendance huguenote
- Vashon Island de James Vashon, un officier de la Royal Navy d'ascendance huguenote

### Wisconsin
- Wisconsin (anglicisation du français « Ouisconsin », à son tour corruption de l'Ojibwe Meskonsing)
- Allouez (de Claude-Jean Allouez)
- Apple River (corruption du français Rivière Pomme de Terre des Cygnes (à son tour corruption de l'Ojibwe Waabiziipinikaani-ziibi, « Rivière abondante de cygnes pommes de terre »)
- Argonne
- Belle Plaine
- Bellevue
- Big Eau Pleine
- Bois Brule River
- Brussels (Bruxelles)
- Butte des Morts
- Lac Butte des Morts
- Comté de Calumet
- Cassel
- Couderay (de Lac Courte Oreilles)
- De Pere (de les rapides des pères)
- Rivière Des Plaines (Coule également dans l'État de l'Illinois)
- Durand
- Eau Claire
- Eau Claire (affluent du Chippewa).
- Eau Claire (affluent du Wisconsin).
- Comté d'Eau Claire
- Eau Galle
- Eau Pleine
- Flambeau
- Fond du Lac
- Grand Chute
- Green Bay (anglicisation de baie verte, précédemment « baie des Puants »)
- La Crosse
- La Farge
- La Grange
- La Pointe (de la pointe de Chequamegon)
- La Valle
- Lac Courte Oreilles
- Lac du Flambeau
- Lac La Belle
- Lake Butte des Morts
- Little Eau Pleine
- Luxemburg (Luxembourg)
- Marinette
- Marquette (de Jacques Marquette)
- Marquette
- Montpelier
- Montreal
- Namur
- Nicolet National Forest (de Jean Nicolet)
- Comté de Pepin
- Lac Pépin
- Pepin (commune du Wisconsin)
- Pepin (village du Wisconsin)
- Portage
- Prairie du Chien
- Prairie du Sac
- Presque Isle
- Racine
- Radisson
- Rosiere
- St. Croix Falls (d'après St. Croix
- Superior (du Lac Supérieur)
- Rivière Trempealeau (de « trempe à l'eau »)
- Trempealeau (du français trempe à l'eau en raison d'un colline tombant dans le lac Pépin)
- Comté de Trempealeau
- Lac Vieux Désert (Lac frontalier avec l'État du Michigan)

### Wyoming
- Cheyenne (appellation francisée du dakota Sahi'yena[3])
- Dubois (du sénateur Fred Dubois, d'ascendance franco-canadienne)
- Fontenelle
- Fremont County (de John Charles Frémont, pionnier et politicien franco-américain)
- Gilette
- Parc national de Grand Teton (de grands tétons)
- Gros Ventre
- La Barge
- La Grange
- Laramie (de Jacques LaRamie, trappeur franco-canadien qui disparut dans les montagnes du même nom vers 1810)
- Comté de Laramie
- Comté de Platte
- Rivière Platte
- Comté de Sublette
- Comté de Teton